# Paraphaeosphaeria oblongata
Paraphaeosphaeria oblongata är en svampart som tillhör divisionen sporsäcksvampar, och som först beskrevs av Gustav Niessl von Mayendorf, och fick sitt nu gällande namn av Paolo Giuseppe Crivelli. Paraphaeosphaeria oblongata ingår i släktet Paraphaeosphaeria, och familjen Montagnulaceae. Arten är reproducerande i Sverige.